# TRNA (5-metilaminometil-2-tiouridilato)-metiltransferasi
La tRNA (5-metilaminometil-2-tiouridilato)-metiltransferasi è un enzima appartenente alla classe delle transferasi, che catalizza la seguente reazione:
S-adenosil-L-metionina + tRNA ⇄ S-adenosil-L-omocisteina + tRNA contenente 5-metilaminometil-2-tiouridilato
Questo enzima è specifico per il gruppo metilico terminale del 5-metilaminometil-2-tiouridilato.